# Kurt Erban
Kurt Erban, nemški general in vojaški veterinar, * 29. junij 1889, † 3. januar 1966.